# Zilversillago
De zilversillago (Sillago sihama) is een straalvinnige vissensoort uit de familie van witte baarzen (Sillaginidae). De wetenschappelijke naam van de soort is voor het eerst geldig gepubliceerd in 1775 door Peter Forsskål.